# Колфорчела (Перуђа)
Колфорчела је насеље у Италији у округу Перуђа, региону Умбрија.
Према процени из 2011. у насељу је живело 42 становника. Насеље се налази на надморској висини од 770 м.